# Sabine Völker
Sabine Völker (Erfurt, RDA, 11 de mayo de 1973) es una deportista alemana que compitió en patinaje de velocidad sobre hielo. 
Participó en tres Juegos Olímpicos de Invierno, entre los años 1998 y 2006, obteniendo en total cuatro medallas: en Salt Lake City 2002, dos platas, en las pruebas de 1000 m y 1500 m, y un bronce en 500 m, y en Turín 2006, oro en la prueba de persecución por equipos (junto con Daniela Anschütz-Thoms, Anni Friesinger, Claudia Pechstein y Lucille Opitz).
Ganó tres medallas en el Campeonato Mundial de Patinaje de Velocidad sobre Hielo en Distancia Individual entre los años 1997 y 2005, y tres medallas en el Campeonato Mundial de Patinaje de Velocidad sobre Hielo en Distancia Corta entre los años 1998 y 2005.

## Palmarés internacional
| Juegos Olímpicos                           | Juegos Olímpicos                | Juegos Olímpicos  | Juegos Olímpicos        |
| Año                                        | Lugar                           | Medalla           | Prueba                  |
| ------------------------------------------ | ------------------------------- | ----------------- | ----------------------- |
| 2002                                       | Salt Lake City (Estados Unidos) | Medalla de plata  | 1000 m                  |
| 2002                                       | Salt Lake City (Estados Unidos) | Medalla de plata  | 1500 m                  |
| 2002                                       | Salt Lake City (Estados Unidos) | Medalla de bronce | 500 m                   |
| 2006                                       | Turín (Italia)                  | Medalla de oro    | Persecución por equipos |
| Campeonato Mundial en Distancia Individual |                                 |                   |                         |
| Año                                        | Lugar                           | Medalla           | Prueba                  |
| 1997                                       | Varsovia (Polonia)              | Medalla de plata  | 500 m                   |
| 2001                                       | Salt Lake City (Estados Unidos) | Medalla de plata  | 1000 m                  |
| 2005                                       | Inzell (Alemania)               | Medalla de oro    | Persecución por equipos |
| Campeonato Mundial en Distancia Corta      |                                 |                   |                         |
| Año                                        | Lugar                           | Medalla           | Prueba                  |
| 1998                                       | Berlín (Alemania)               | Medalla de plata  | Clasificación general   |
| 1999                                       | Calgary (Canadá)                | Medalla de bronce | Clasificación general   |
| 2005                                       | Salt Lake City (Estados Unidos) | Medalla de bronce | Clasificación general   |